# Hồng Thừa Trù
Hồng Thừa Trù (chữ Hán: 洪承畴, 16 tháng 10 năm 1593 – 3 tháng 4 năm 1665), tự Ngạn Diễn, hiệu Hanh Cửu, người trấn Anh Đô, huyện cấp thị Nam An, địa cấp thị Tuyền Châu, Phúc Kiến, là một đại thần, tướng lãnh cuối đời Minh, đầu đời Thanh, trong lịch sử Trung Quốc.

## Trấn áp khởi nghĩa
Năm Vạn Lịch thứ 44 (1616), Thừa Trù đỗ tiến sĩ, dần thăng đến Thiểm Tây Bố chánh sứ Tham chính. Năm Sùng Trinh đầu tiên (1628), đế cho rằng Thừa Trù có tài cầm quân, thăng làm Duyên Tuy tuần phủ, Thiểm Tây tam biên tổng đốc, sai ông trấn áp các cuộc khởi nghĩa nông dân. Thừa Trù liên tiếp giết được nhiều thủ lĩnh nghĩa quân, được gia hàm Thái tử thái bảo, Binh bộ thượng thư, kiêm chức Đốc Hà Nam, Sơn, Thiểm, Xuyên, Hồ quân vụ. Khi ấy Thừa Trù đánh đuổi thủ lĩnh của các thủ lĩnh nghĩa quân là Sấm vương Cao Nghênh Tường, đế bèn lấy Lư Tượng Thăng làm Tổng lý Hà Bắc, Hà Nam, Sơn, Thiểm, Xuyên, Hồ quân vụ, để ông chuyên tâm làm Đốc Quan Trung. Sau đó Thừa Trù đánh bại bộ tướng của Nghênh Tường là Lý Tự Thành ở Lâm Đồng, rồi bắt được Nghênh Tường (1636). Lý Tự Thành nhận lấy xước hiệu Sấm vương, chia đường xâm nhập Tứ Xuyên, liên tiếp bị Thừa Trù đánh bại. Tự Thành chạy đi Đồng Quan, Thừa Trù sai tổng binh Tào Biến Giao mai phục, đánh cho Tự Thành đại bại. Tự Thành đưa 18 kỵ binh trốn vào Thương Lạc (1637), nghĩa quân ở Quan Trung gần như đã bị trấn áp.

## Bại trận Tùng Sơn
Quân Thanh tấn công Cẩm Châu (1638), đế gọi Thừa Trù về cứu viện. Mùa xuân năm sau, Thừa Trù được dời làm Tổng đốc Kế, Liêu quân vụ, soái quân Thiểm Tây sang đông; thụ Biến Giao làm Đông Hiệp tổng binh, Vương Đình Thần làm Liêu Đông tổng binh, Bạch Quảng Ân làm Viên Tiễu tổng binh, hợp binh với 2 trấn: Mã Khoa ở Sơn Hải và Ngô Tam Quế ở Ninh Viễn; lại mệnh Dương Quốc Trụ ở Tuyên Phủ, Vương Phác ở Đại Đồng, Đường Thông ở Mật Vân đưa quân đến; cả thảy 8 viên tổng binh, 13 vạn quân, 4 vạn ngựa, hội quân ở Ninh Viễn, đều chịu sự chỉ huy của Thừa Trù. Khi ấy Cẩm Châu liên kết với 3 thành Tùng Sơn, Hạnh Sơn, Tháp Sơn làm thế ỷ giốc, Thừa Trù vừa nắm quân đội, thì đế sai Chức phương lang trung Trương Nhược Kỳ thúc ông ra đánh. Thừa Trù tiến quân đến Tùng Sơn; trong những cuộc đụng độ đầu tiên, Dương Quốc Trụ tử trận, lấy Sơn Tây tổng binh Lý Phụ Minh thay thế. 
Tháng 7 ÂL năm Sùng Trinh thứ 16, tức năm Sùng Đức thứ 6 nhà Thanh (1641), Thừa Trù cùng Liêu Đông tuần phủ Khâu Dân Ngưỡng soái chư tướng đến ở Nhũ Phong Sơn phía bắc thành Tùng Sơn, bộ binh chia ra 7 doanh đồn trú trên đường từ Nhũ Phong Sơn đến Tùng Sơn, kỵ binh chia ra đồn trú 3 mặt đông, tây, bắc của Nhũ Phong Sơn. Tháng 8 ÂL, Hoàng Thái Cực thân chinh, quân Thanh tiến hành bao vây quân Minh. Đôi bên giao chiến, quân Minh thất bại, Thừa Trù dời doanh trại bộ binh đến gần thành Tùng Sơn, nhưng lại thua trận. Hoàng Thái Cực điều quân chia cắt Tùng Sơn với các nơi khác, quân Minh tan rã, bọn Tam Quế tự ý bỏ đi Hạnh Sơn, bị quân Kim truy kích, tiêu diệt gần sạch; Thừa Trù và Dân Ngưỡng chỉ còn lại 2 tướng Biến Giao, Đình Thần cùng hơn 1 vạn tàn binh. 
Cục diện đã định, vào tháng 9 ÂL, Hoàng Thái Cực quay về Thịnh Kinh, mệnh cho bọn Đa Đạc tiếp tục vây thành. Thừa Trù dốc quân đột vây nhưng thất bại, đến tháng 10 ÂL, Túc quận vương Hào Cách, Công tước Mãn Đạt Hải tham gia vây thành. Tháng 12 ÂL, Thừa Trù nghe tin viện quân đến, bèn sai 6000 quân trong đêm ra thành, lại thất bại; quân giữ thành không dám mở cửa, khiến 6000 quân này quá nửa đầu hàng quân Thanh, số còn lại chạy về hướng Hạnh Sơn, giữa đường đều bị giết. Đến tháng 2 ÂL năm sau, trong thành hết lương, viện quân không đến, phó tướng Hạ Thành Đức ngầm xin hàng, đưa quân Thanh trèo vào thành. Tùng Sơn thất thủ, hơn 3000 quân Minh đầu hàng, Dân Ngưỡng, Biến Giao, Đình Thần bị giết, Thừa Trù bị giải về Thịnh Kinh. 

## Đầu hàng nhà Thanh
Hoàng Thái Cực mệnh cho Phạm Văn Trình dụ hàng. Thừa Trù lớn tiếng mắng mỏ, Văn Trình nói năng từ tốn; trong lúc bàn chuyện phiếm xưa nay, có bụi bặm trên xà nhà rơi xuống, Thừa Trù rũ áo phủi đi. Văn Trình quay về, khẳng định với Hoàng Thái Cực rằng Thừa Trù đến cái áo còn tiếc, lẽ nào lại muốn chết!? Hoàng Thái Cực tự đến thăm, cởi áo bào đắp cho Thừa Trù, sau một hồi nghĩ ngợi, ông dập đầu xin hàng. Hoàng Thái Cực cả mừng, đãi ngộ rất hậu. Sùng Trinh đế ban đầu nghe tin Thừa Trù đã chết, cho xây từ ở ngoài Bắc Kinh, thờ chung với Khâu Dân Ngưỡng, đến khi biết rõ ông đã hàng, bèn đình chỉ. Thừa Trù sau khi đầu hàng được quy về Tương Hoàng kỳ Hán quân, nhưng cho đến khi Hoàng Thái Cực qua đời (1643), vẫn chưa được nhiệm quan chức. 
Tháng 4 ÂL năm Thuận Trị đầu tiên (1644), Thừa Trù theo Duệ thân vương Đa Nhĩ Cổn tấn công nhà Minh, sau khi quân Thanh chiếm Bắc Kinh, được tiếp tục làm Thái tử thái bảo, Binh bộ thượng thư kiêm Hữu phó đô ngự sử, Đồng Nội viện quan tá lý cơ vụ. Thừa Trù cùng người đồng cấp là Phùng Thuyên đề nghị với Đa Nhĩ Cổn thiết lập chế độ điển chương tương tự như nhà Minh. Tháng 9 ÂL, Thuận Trị đế đến Bắc Kinh, Thừa Trù cùng Thuyên và Tạ Thăng định ra nghi lễ đón rước. 

## Chiêu phủ Giang Nam
Tháng 6 nhuận ÂL năm thứ 2 (1645), Thừa Trù được giữ chức cũ Tổng đốc quân vụ, nhận mệnh chiêu phủ các tỉnh Giang Nam, được đúc ấn "Chiêu phủ nam phương tổng đốc quân vụ đại học sĩ" và ban sắc cho tùy nghi làm việc. Thừa Trù tiến hành chiêu phủ các phủ Ninh Quốc, Huy Châu (nay là Hoàng Sơn, An Huy) thuộc Giang Nam, Nam Xương, Nam Khang, Cửu Giang, Thụy Châu, Phủ Châu, Nhiêu Châu, Lâm Giang, Cát An, Quảng Tín, Kiến Xương, Viên Châu (nay là Nghi Xuân, Giang Tây) thuộc Giang Tây. Tháng 10 ÂL, Thừa Trù sai bọn Đề đốc Trương Thiên Lộc, Tổng binh Bặc Tòng Thiện, Lý Trọng Hưng, Lưu Trạch Vịnh đánh phá Tích Khê, bắt sống Tả thiêm đô ngự sử Kim Thanh. Tháng 12 ÂL, phá Vụ Nguyên, bắt sống Đại học sĩ Hoàng Đạo Chu; tổng binh Lý Thành Đống phá Sùng Minh, đuổi tiến sĩ Kinh Bổn Triệt, giết bộ tướng của Bổn Triệt là bọn Lý Thủ Khố, Từ Quân Mĩ. Tháng 3 ÂL năm thứ 3 (1646), Thừa Trù sai bọn tổng binh Mã Đắc Công, Bặc Tòng Thiện đánh phá trại Tư Không, chém tướng giữ trại là bọn Thạch Ứng Liễn, Ứng Bích 5 người, bắt Phàn Sơn vương Chu Thường Tháp. 
Bấy giờ Nhạc An vương Chu Nghị Thạch, Thụy An vương Chu Nghị Lặc hợp 2 vạn quân xâm phạm Giang Ninh. Trước đó, Thừa Trù bắt giết nội ứng của họ là bọn Vạn Đức Hoa, Quách Thế Ngạn, Vưu Cư 80 người ở dãy hào rãnh phía tây. Sau khi quân Thanh đánh đuổi bọn Nghị Thạch, Thừa Trù dâng sớ xin về kinh, triều đình lấy cớ Giang Nam chưa định, không đồng ý, ban cho vợ ông trăm lạng bạc, 200 tấm da chồn. Tháng 8 ÂL, Nghị Thạch bị Bối lặc Bác Lạc bắt sống. Tháng 9 ÂL, Nghị Lặc lại xâm phạm Giang Ninh, Thừa Trù ra đánh, bắt được Nghị Lặc cùng bộ thuộc của ông ta là bọn kinh lược Vi Nhĩ Thao, tổng binh Dương Tam Quán, Hạ Hàm Chương. Tháng 12 ÂL, Thiên Lộc lùng sục trong Nghiêm Hàng Sơn thuộc Vụ Nguyên, bắt được Cao An vương Chu Thường Kỳ cùng bộ thuộc của ông ta là Giám quân đạo Giang Vu Đông, chức phương tư Hứa Văn Giới. Tháng 2 ÂL năm thứ 4 (1647), Thừa Trù sai tổng binh Hoàng Đỉnh đánh Túc Tùng, bắt em Nghị Lặc là Thụy Xương vương Chu Nghị Quý cùng bộ thuộc của ông ta là quân sư Triệu Chánh; hạ Nhiêu Châu, bắt Kim Hoa vương Chu Do Uấn cùng tông thất nhà Minh là Thường Tiến, Thường Bì, Thường Quan. Thừa Trù xin lệnh chém tất cả các thủ lĩnh phản kháng đã bị bắt, dẹp xong vùng Giang Nam. 
Tháng 4 ÂL cùng năm, Cấp sự trung Trần Tử Long nhà Minh mưu tính khởi nghĩa ở Thái Hồ, Thừa Trù sai Chương kinh Tác Bố Đồ đi bắt, Tử Long nhảy xuống nước tự vẫn. Trong tháng ấy, Chá Lâm du kích Trần Khả bắt được kẻ gián điệp là Tạ Nghiêu Văn, phát hiện sắc thư của Giám quốc Lỗ vương Chu Dĩ Hải nhà Nam Minh phong Thừa Trù làm quốc công, Giang Ninh tuần phủ Thổ Quốc Bảo làm hầu, lại bắt được thư của tướng Nam Minh là Hoàng Bân Khanh gởi cho Thừa Trù và Quốc Bảo. Triều đình mệnh cho Thừa Trù tham gia xét hỏi bọn gián điệp, ban riêng sắc để vỗ về ông. 
Tăng nhân người Quảng Đông là Hàm Giả sắp về làng, xin Thừa Trù thẻ bài cho phép ra thành. Thừa Trù thấy Hàm Giả là con trai của thầy mình – cố thượng thư Hàn Nhật Toản – nên đồng ý. Lính giữ thành xét kỹ sọt của Hàm Giả, bắt được văn kiện chống đối. Thừa Trù dâng sớ nhận lỗi, Hình bộ đề nghị đoạt chức, triều đình tha cho. 

## Về kinh nhận chức
Thừa Trù xin giải nhiệm để giữ tang cha, triều đình cho về, mệnh rằng xong việc tang thì vào nội viện làm việc. Tháng 4 ÂL năm thứ 5 (1648), về kinh sư. Năm thứ 6 (1649), được gia Thiếu phó kiêm Thái tử thái phó, lập tức dâng sớ xin thi hành phép Liên tọa, triều đình đồng ý. 
Tháng 2 nhuận ÂL năm thứ 8 (1651), được làm Tả đô ngự sử quản Đô sát viện. Thừa Trù tổ chức lại Đô sát viện, khiến bọn Trương Huyên bị giáng chức. Trương Huyên dâng sớ hặc Thừa Trù cùng bọn thượng thư Trần Danh Hạ, Trần Chi Lấn hội họp ở Hỏa Thần miếu để bàn việc mưu phản, Thừa Trù còn lén đưa mẹ về làng. Bấy giờ đế đang đi săn ở tái ngoại, Tốn thân vương Mãn Đạt Hải giữ kinh sư, triệu tập chư vương, đại thần cùng tra xét. Thừa Trù biện giải rằng ông hội họp ở Hỏa Thần miếu để bàn việc tổ chức Đô sát viện, nhưng nhận tội đã đưa mẹ về làng mà không xin phép. Triều đình bỏ qua việc đưa mẹ về làng, cho rằng bàn việc công ở bên ngoài là trái lẽ, truất bọn Danh Hạ, giữ Thừa Trù được hiệu lực. 
Năm thứ 9 (1652), mẹ Thừa Trù mất, triều đình giữ ông tiếp tục làm việc, ở nhà thì mặc tang phục. Tháng 9 ÂL cùng năm, Đạt Lại Lạt Ma vào triều, đế muốn mời Lạt Ma vào cung, Thừa Trù và Đại học sĩ Trần Chi Lấn can ngăn, đế bèn thôi. 

## Bình định Nam Minh
Tháng giêng ÂL năm thứ 10 (1653), được điều làm Nội Hàn Lâm Hoằng Văn viện Đại học sĩ. Tháng 5 ÂL, được thục chức Thái bảo kiêm Thái tử thái sư, Nội Hàn Lâm Quốc Sử viện Đại học sĩ, Binh bộ thượng thư kiêm Đô sát viện Hữu phó đô ngự sử, tiến hành kinh lược các tỉnh Hồ Quảng, Quảng Đông, Quảng Tây, Vân Nam, Quý Châu, Tổng đốc quân vụ kiêm quản lý lương hướng, nhằm trấn áp các lực lượng ủng hộ Vĩnh Lịch đế nhà Nam Minh. Triều đình ban sắc cho các phủ trấn liên quan phải chịu sự tiết chế của Thừa Trù; cho phép ông tùy nghi tiến hành việc quân, nhưng phải lập tức tâu lên tình hình điều động binh sĩ người Mãn; chấp thuận sự tiến cử của ông, lấy Đại học sĩ Lý Soái Thái làm Đốc Lưỡng Quảng; mệnh ông kiêm lãnh việc trấn áp khởi nghĩa ở Giang Tây; đúc ấn "Kinh lược đại học sĩ" mà ban cho. Vào lúc lên đường, Thừa Trù và chư tướng được ban nhiều vật dụng dành cho triều phục và quân trang. 
Thừa Trù đến quân doanh, lập tức dâng sớ xin tăng thêm quân phòng bị các nơi thuộc Hồ Nam, đồng thời bảo vệ Quế Lâm, triều đình đều đáp ứng. Tháng 6 ÂL năm thứ 12 (1655), tướng Nam Minh là Tôn Khả Vọng xâm phạm Thường Đức, Vũ Xương, Nhạc Châu (nay là Nhạc Dương, Hồ Nam), Thừa Trù điều quân phá được.  
Năm thứ 13 (1656), Thừa Trù mãn tang mẹ, được gia Thái phó, vẫn kiêm Thái tử thái sư. Tháng 11 ÂL năm thứ 14 (1657), Tôn Khả Vọng đầu hàng, triều đình trước đó đã cho Thừa Trù về kinh sư dưỡng bệnh, nay giữ lại, mệnh cho ông đốc quân đi lấy Quý Châu, điều thêm quân từ Tứ Xuyên, Quảng Tây giúp đỡ. 
Tháng giêng ÂL năm thứ 15 (1658), quân Thanh theo các ngả tiến vào Quý Châu, Thừa Trù dâng sớ trình bày tình hình lương thực của quân đội. Tháng 9 ÂL, được thụ Anh Vũ điện Đại học sĩ. Tháng giêng ÂL năm thứ 16 (1659), quân Thanh chiếm được thành tỉnh Vân Nam, Vĩnh Lịch đế chạy đi Miến Điện, Thừa Trù dâng sớ nói: "Vân Nam xa xôi hiểm trở, xin theo việc cũ đời Nguyên, Minh, lấy vương công coi giữ." Triều đình bèn giao cho Ngô Tam Quế. Tháng 3 ÂL, Thừa Trù dâng sớ thông báo tình hình đói kém ở Vân Nam, triều đình mệnh bộ Hộ phát ra 30 vạn tiền, một nửa dùng để chẩn cấp cho nhân dân, một nửa dùng để phát lương cho binh sĩ. Tháng 8 ÂL, Thừa Trù dâng sớ đề nghị không tiến quân vào Miến Điện, Đa Nhĩ Cổn sau khi bàn bạc với chư vương, đại thần, quyết định đồng ý. 
Tháng 10 ÂL, lấy cớ mắt có bệnh xin giải nhiệm, được về kinh chữa trị. 
Khang Hi lên ngôi, Thừa Trù xin trí sĩ, được thế chức Tam đẳng A đạt cáp cáp phiên (tương đương Khinh xa đô úy). Tháng 2 ÂL năm thứ 4 (1665), mất, thụy là Văn Tương. 

## Gia quyến
Thừa Trù sinh ra trong một gia đình có truyền thống thư hương, tuy hoàn cảnh đã sa sút. Ông cụ Hồng Dĩ Hồng đỗ tường sanh, ông nội Hồng Hữu Trật đỗ cống sanh. Hữu Trật mất trên đường lên kinh dự thi, vợ là Đái thị phụng dưỡng mẹ chồng, nuôi con thành tài, được biểu dương là tấm gương liệt nữ, tặng Nhất phẩm phu nhân. Cha là Hồng Khải Hi đỗ tường sanh, mẹ là Phó thị - cũng là con nhà khuê tú - dạy con rất nghiêm. 
Em trai Thừa Uyển mất sớm, Thừa Tuấn là nhà thư pháp có tiếng. 
Con trai là Sĩ Khâm đỗ tiến sĩ năm Thuận Trị thứ 12 (1655), làm đến Thái Thường tự Thiếu khanh. 

## Dật sự
Tương truyền Thừa Trù sau khi bị bắt thì tuyệt thực chờ chết, kiên quyết không hàng. Hoàng Thái Cực bèn phái Trang phi đến khuyên dụ, khiến ông xiêu lòng đầu hàng. 

## Đánh giá
Thừa Trù sau khi đầu hàng thì tham gia tiến hành trấn áp các lực lượng kháng Thanh, bị giới sĩ phu đương thời kịch liệt chỉ trích. Trương Đại, Thạch quỹ thư hậu tập quyển 37 – Kim Thanh truyện dẫn lời của Kim Thanh; Ngô Vĩ Nghiệp, Tùng Sơn ai (thơ) miêu tả nỗi hổ thẹn ở Tùng Sơn; Toàn Tổ Vọng, Mai hoa lĩnh ký dẫn lời của Tôn Triệu Khuê; Tiền Vịnh, Lý viên tùng thoại dẫn lời của Thẩm Đình Dương; Lý Quốc Văn, Trung Quốc văn nhân đích phi chính thường tử vong dẫn lời của Hạ Hoàn Thuần.
Càn Long đế hạ lệnh biên soạn Khâm định quốc sử nhị thần biểu truyện, quen gọi là Nhị thần truyện, có 2 quyển Giáp - Ất, ghi chép cố sự về các quan viên nhà Minh chấp nhận đầu hàng, phục vụ nhà Thanh. Thừa Trù được xếp vào quyển Giáp, tức là nhóm có nhiều công lao hơn. 2 quyển Nhị thần truyện được đưa vào Khuyết danh, Thanh sử liệt truyện, tức là quyển 78, 79.